# Каспар Капарони
Каспар Капарони (на италиански: Kaspar Capparoni) е италиански актьор станал известен извън пределите на родината си с ролята си в сериала Комисар Рекс. Баща му е хирург, а майка му е учителка по немски език.
На 18 години за първи път застава на сцената. Той дебютира на театралната сцена, като работи заедно с Джузепе Патрони Грифи. През 1984 година застава за първи път зад камерата, като играе роля във филма Феномена на Дарио Аргенто.

## Избрана филмография

### кино
- Colpi di Luce (1985), на Енцо Кастелиари
- Gialloparma (1999), на Алберто Бевилакуа
- Encantado (2002), на Корадо Коломбо
- Il ritorno del Monnezza (2005), на Карло Ванцина
- Two Families (2007)
- Il Sole nero (2007), на Валериа Голино

### телевизия
- Ricominciare (2000) – сапунена опера
- Piccolo Mondo Antico – минисериал
- Incantesimo 4 (2001)
- Elisa di Rivombrosa (2003)
- La Caccia (2005) – минисериал на Масимо Спано
- Capri (2006)
- Donna Detective (2007)
- Комисар Рекс (2008)
- Capri 2 (2008)